# 灣景站
灣景站是一座多倫多地鐵雪柏線車站，坐落加拿大安大略省多倫多北約克灣景路（Bayview Avenue）和雪柏東路（Sheppard Avenue East）的交界處，於2002年11月22日聯同該線其他車站一起開幕。
下列由多倫多公車局營運的巴士線駛經灣景站：
- 11號灣景巴士線（Bayview）
- 85號雪柏東巴士線（Sheppard East）
- 385號雪柏東深宵巴士線（Sheppard East）

## 外部連結
- 维基共享资源上的相關多媒體資源：灣景站
- （英文）TTC Bayview Station （页面存档备份，存于）－多倫多公車局網站 灣景站頁面